# Fletzen
Fletzen ist ein Gemeindeteil von Bad Heilbrunn im oberbayerischen Landkreis Bad Tölz-Wolfratshausen.
Die Einöde liegt circa drei Kilometer nördlich von Bad Heilbrunn auf der Gemarkung Mürnsee und ist über die Staatsstraße 2370 zu erreichen.
Zum 1. Mai 1978 wurde die Gemeinde Schönrain aus dem Landkreis Bad Tölz aufgelöst. Einige Ortsteile wurden nach Königsdorf eingegliedert, andere wie Fletzen kamen zu Bad Heilbrunn.